# Spongia officinalis
Spongia officinalis (Linnaeus, 1759) è una spugna della famiglia Spongiidae. È la specie da cui si ricavavano le spugne da bagno. È specie protetta, ne è vietata la pesca.

## Descrizione
Forma estese colonie di dimensioni variabili (fino a 35 cm di diametro), irregolarmente lobate, di consistenza elastica e morbida, con superficie ricoperta da piccoli conuli e osculi lievemente sopraelevati. La colorazione esterna è generalmente nera, ma può essere anche grigiastra o biancastra in rapporto alle condizioni di illuminazione. L'interno ha invece colorazione giallo-rossastra.
Lo scheletro di questa spugna è costituito pressoché integralmente da fibre di spongina, il che la rende estremamente morbida.

## Distribuzione e habitat
È diffusa nel Mar Mediterraneo, su substrati rocciosi, dalla superficie sino a 40 m di profondità.
Segnalata occasionalmente anche nell'Atlantico orientale.

## Conservazione
Un tempo molto comune nel Mediterraneo si è notevolmente rarefatta a causa dell'intenso sfruttamento commerciale e di varie epidemie che hanno decimato le popolazioni naturali di spugne.
Attualmente Spongia officinalis è una specie protetta (inserita nell'allegato III della Convenzione di Berna e annesso III ASPIM della Convenzione di Barcellona) e ne è vietata la pesca.